# Décès en juin 1999
Décès
- 1995
- 1996
- 1997
- 1998
- 1999
- 2000
- 2001
- 2002
- 2003

Pour une information complémentaire, voir la page d'aide.

| Date     | Nom                     | Activités                                                       | Âge | Source |
| -------- | ----------------------- | --------------------------------------------------------------- | --- | ------ |
| 1er juin | Olivier Debré           | Peintre français                                                | 79  |        |
| 3 juin   | Jean de Maisonseul      | Urbaniste et peintre français.                                  | 86  |        |
| 5 juin   | Mel Tormé               | Acteur, compositeur, producteur, chanteur et batteur américain. | 73  |        |
| 6 juin   | Louis-Olivier Chesnay   | Peintre français                                                | 100 |        |
| 7 juin   | Salvador Moreno Manzano | Compositeur, historien de l'art et peintre mexicain             | 82  |        |
| 9 juin   | Patricio Eguidazu       | Footballeur espagnol                                            | 79  |        |
| 9 juin   | Maurice Journeau        | Compositeur français                                            | 100 |        |
| 10 juin  | Élie Kakou              | Comique et acteur franco-tunisien                               | 39  |        |
| 11 juin  | DeForest Kelley         | Acteur américain                                                | 79  |        |
| 13 juin  | Douglas Seale           | Acteur britannique                                              | 85  |        |
| 17 juin  | Basil Hume              | cardinal britannique, archevêque de Westminster                 | 76  |        |
| 17 juin  | Camille Malvy           | Footballeur français                                            | 87  |        |
| 17 juin  | Paul-Émile de Souza     | Homme politique béninois                                        | 68  |        |
| 19 juin  | Manuel Sanroma          | Coureur cycliste espagnol                                       | 22  |        |
| 19 juin  | Henri d’Orléans         | « comte de Paris » et prétendant orléaniste au trône de France  | 90  |        |
| 22 juin  | Emmanuel Bourassin      | Historien et écrivain français                                  | 68  |        |
| 27 juin  | Einar Englund           | Compositeur finlandais                                          | 83  |        |